# John Guidetti
John Alberto Guidetti (n. 15 aprilie 1992) este un fotbalist suedez care joacă pe postul de atacant pentru clubul spaniol Deportivo Alaves

## Legături externe
- Site oficial Arhivat în 1 februarie 2016, la Wayback Machine.
- John Guidetti la Soccerbase
- John Guidetti pe BDFutbol
- Profilul lui John Guidetti pe Soccerway

1. ↑   https://www.aftonbladet.se/sportbladet/fotboll/a/zL41jO/guidetti-bekraftar-nu-ar-jag-klar-for-city Lipsește sau este vid: |title= (ajutor)
2. ↑  John Guidetti, Transfermarkt, accesat în 9 octombrie 2017
3. ↑  John Guidetti, As
4. ↑  Guidetti, John Alberto, Sveriges befolkning 2000[*]